# Elevation Tour
Elevation Tour foi uma turnê mundial da banda irlandesa U2, que teve início no dia 24 de março de 2001 no Fort Lauderdale, Estados Unidos, e chegou ao fim em 2 de dezembro do mesmo ano, em Miami. A maior parte da turnê aconteceu em arenas fechadas, com exceção de alguns shows realizados em estádios. A turnê teve três partes, sendo que a primeira tendo shows nos Estados Unidos, a segunda na Europa e a terceira no Canadá e Estados Unidos. A terceira parte quase foi cancelada devido aos ataques de 11 de setembro.
A "Elevation Tour" constou 3 partes e 113 shows ao total, reunindo um público de 2,1 milhões de pessoas. A turnê arrecadou US$ 143 milhões, sendo top na América do Norte e com 80 shows arrecadou US$ 110 milhões em bilhetes. Também fez um show nivelado à turnê em 2002, no show do intervalo no Super Bowl XXXVI.

## Concerto de filmagem
Dois DVD's da turnê Elevation foram liberados. O primeiro foi o Elevation 2001: Live from Boston em 26 de Novembro de 2001, e inclui o material de três espetáculos diferentes, filmados em Junho de 2001, em Boston, no FleetCenter. O segundo foi U2 Go Home: Live from Slane Castle, lançado em Novembro de 2003, sendo filmado em 1 de Setembro de 2001, em Slane Castle.

## Datas da turnê

### 1ª Etapa: América do Norte (2001)
| Data              | Cidade          | País           | Local                      |
| ----------------- | --------------- | -------------- | -------------------------- |
| 24 de Março, 2001 | Ft. Lauderdale  | Estados Unidos | National Car Rental Center |
| 26 de Março, 2001 | Ft. Lauderdale  | Estados Unidos | National Car Rental Center |
| 29 de Março, 2001 | Charlotte       | Estados Unidos | Charlotte Coliseum         |
| 30 de Março, 2001 | Atlanta         | Estados Unidos | Philips Arena              |
| 2 de Abril, 2001  | Houston         | Estados Unidos | Compaq Center              |
| 3 de Abril, 2001  | Dallas          | Estados Unidos | Reunion Arena              |
| 6 de Abril, 2001  | Denver          | Estados Unidos | Pepsi Center               |
| 9 de Abril, 2001  | Calgary         | Canadá         | Pengrowth Saddledome       |
| 10 de Abril, 2001 | Calgary         | Canadá         | Pengrowth Saddledome       |
| 12 de Abril, 2001 | Tacoma          | Estados Unidos | Tacoma Dome                |
| 13 de Abril, 2001 | Vancouver       | Canadá         | General Motors Place       |
| 15 de Abril, 2001 | Portland        | Estados Unidos | Rose Garden                |
| 17 de Abril, 2001 | San Diego       | Estados Unidos | San Diego Sports Arena     |
| 19 de Abril, 2001 | San Jose        | Estados Unidos | San Jose Arena             |
| 20 de Abril, 2001 | San Jose        | Estados Unidos | San Jose Arena             |
| 23 de Abril, 2001 | Anaheim         | Estados Unidos | Arrowhead Pond             |
| 24 de Abril, 2001 | Anaheim         | Estados Unidos | Arrowhead Pond             |
| 26 de Abril, 2001 | Anaheim         | Estados Unidos | Arrowhead Pond             |
| 28 de Abril, 2001 | Phoenix         | Estados Unidos | America West Arena         |
| 1 de Maio, 2001   | Minneapolis     | Estados Unidos | Target Center              |
| 3 de Maio, 2001   | Cleveland       | Estados Unidos | Gund Arena                 |
| 4 de Maio, 2001   | Lexington       | Estados Unidos | Rupp Arena                 |
| 6 de Maio, 2001   | Pittsburgh      | Estados Unidos | Mellon Arena               |
| 7 de Maio, 2001   | Columbus, OH    | Estados Unidos | Nationwide Arena           |
| May 9, 2001       | Milwaukee       | Estados Unidos | Bradley Center             |
| May 10, 2001      | Indianapolis    | Estados Unidos | Conseco Fieldhouse         |
| May 12, 2001      | Chicago         | Estados Unidos | United Center              |
| 13 de Maio, 2001  | Chicago         | Estados Unidos | United Center              |
| 15 de Maio, 2001  | Chicago         | Estados Unidos | United Center              |
| 16 de Maio, 2001  | Chicago         | Estados Unidos | United Center              |
| 24 de Maio, 2001  | Toronto         | Canadá         | Air Canada Centre          |
| 25 de Maio, 2001  | Toronto         | Canadá         | Air Canada Centre          |
| 27 de Maio, 2001  | Montreal        | Canadá         | Centre Molson              |
| 28 de Maio, 2001  | Montreal        | Canadá         | Centre Molson              |
| 30 de Maio, 2001  | Detroit         | Estados Unidos | Palace of Auburn Hills     |
| 31 de Maio, 2001  | Buffalo         | Estados Unidos | HSBC Arena                 |
| 2 de Junho, 2001  | Albany          | Estados Unidos | Pepsi Arena                |
| 3 de Junho, 2001  | Hartford        | Estados Unidos | Civic Center               |
| 5 de Junho, 2001  | Boston          | Estados Unidos | Fleet Center               |
| 6 de Junho, 2001  | Boston          | Estados Unidos | Fleet Center               |
| 8 de Junho, 2001  | Boston          | Estados Unidos | Fleet Center               |
| 9 de Junho, 2001  | Boston          | Estados Unidos | Fleet Center               |
| 11 de Junho, 2001 | Filadélfia      | Estados Unidos | First Union Center         |
| 12 de Junho, 2001 | Filadélfia      | Estados Unidos | First Union Center         |
| 14 de Junho, 2001 | Washington      | Estados Unidos | MCI Center                 |
| 15 de Junho, 2001 | Washington      | Estados Unidos | MCI Center                 |
| 17 de Junho, 2001 | Nova Iorque     | Estados Unidos | Madison Square Garden      |
| 19 de Junho, 2001 | Nova Iorque     | Estados Unidos | Madison Square Garden      |
| 21 de Junho, 2001 | East Rutherford | Estados Unidos | Continental Airlines Arena |
| 22 de Junho, 2001 | East Rutherford | Estados Unidos | Continental Airlines Arena |

### 2ª Etapa: Europa (2001)
| Data                | Cidade     | País       | Local                                     |
| ------------------- | ---------- | ---------- | ----------------------------------------- |
| 6 de Julho, 2001    | Copenhagen | Dinamarca  | Forum Copenhagen                          |
| 7 de Julho, 2001    | Copenhagen | Dinamarca  | Forum Copenhagen                          |
| 9 de Julho, 2001    | Stockholm  | Suécia     | The Globe                                 |
| 10 de Julho, 2001   | Stockholm  | Suécia     | The Globe                                 |
| 12 de Julho, 2001   | Cologne    | Alemanha   | Kölnarena                                 |
| 13 de Julho, 2001   | Cologne    | Alemanha   | Kölnarena                                 |
| 15 de Julho, 2001   | Munique    | Alemanha   | Olympiahalle                              |
| 17 de Julho, 2001   | Paris      | França     | Palais Omnisports de Paris-Bercy          |
| 18 de Julho, 2001   | Paris      | França     | Palais Omnisports de Paris-Bercy          |
| 21 de Julho, 2001   | Turin      | Italia     | Stadio Delle Alpi                         |
| 23 de Julho, 2001   | Zurique    | Suíça      | Hallenstadion                             |
| 24 de Julho, 2001   | Zurique    | Suíça      | Hallenstadion                             |
| 26 de Julho, 2001   | Viena      | Austria    | Wiener Stadthalle                         |
| 27 de Julho, 2001   | Viena      | Austria    | Wiener Stadthalle                         |
| 29 de Julho, 2001   | Berlim     | Alemanha   | Waldbühne                                 |
| 31 de Julho, 2001   | Arnhem     | Holanda    | Gelredome                                 |
| 1 de Agosto, 2001   | Arnhem     | Holanda    | Gelredome                                 |
| 3 de Agosto, 2001   | Arnhem     | Holanda    | Gelredome                                 |
| 5 de Agosto, 2001   | Antuérpia  | Bélgica    | Sportpaleis                               |
| 6 de Agosto, 2001   | Antuérpia  | Bélgica    | Sportpaleis                               |
| 8 de Agosto, 2001   | Barcelona  | Espanha    | Palau Sant Jordi                          |
| 11 de Agosto, 2001  | Manchester | Inglaterra | Manchester Evening News Arena             |
| 12 de Agosto, 2001  | Manchester | Inglaterra | Manchester Evening News Arena             |
| 14 de Agosto, 2001  | Birmingham | Inglaterra | LG Arena                                  |
| 15 de Agosto, 2001  | Birmingham | Inglaterra | LG Arena                                  |
| 18 de Agosto, 2001  | Londres    | Inglaterra | Earls Court Exhibition Centre             |
| 19 de Agosto, 2001  | Londres    | Inglaterra | Earls Court Exhibition Centre             |
| 21 de Agosto, 2001  | Londres    | Inglaterra | Earls Court Exhibition Centre             |
| 22 de Agosto, 2001  | Londres    | Inglaterra | Earls Court Exhibition Centre             |
| 25 de Agosto, 2001  | Slane      | Irlanda    | Slane Castle                              |
| 27 de Agosto, 2001  | Glasgow    | Escócia    | Scottish Exhibition and Conference Centre |
| 28 de Agosto, 2001  | Glasgow    | Escócia    | Scottish Exhibition and Conference Centre |
| 1 de Setembro, 2001 | Slane      | Irlanda    | Slane Castle                              |

### 3ª Etapa: América do Norte (2001)
| Data                 | Cidade          | País           | Local                      |
| -------------------- | --------------- | -------------- | -------------------------- |
| 10 de Outubro, 2001  | South Bend      | Estados Unidos | Edmund P. Joyce Center     |
| 12 de Outubro, 2001  | Montreal        | Canadá         | Centre Molson              |
| 13 de Outubro, 2001  | Hamilton        | Canadá         | Copps Coliseum             |
| 15 de Outubro, 2001  | Chicago         | Estados Unidos | United Center              |
| 16 de Outubro, 2001  | Chicago         | Estados Unidos | United Center              |
| 19 de Outubro, 2001  | Baltimore       | Estados Unidos | Baltimore Arena            |
| 24 de Outubro, 2001  | Nova Iorque     | Estados Unidos | Madison Square Garden      |
| 25 de Outubro, 2001  | Nova Iorque     | Estados Unidos | Madison Square Garden      |
| 27 de Outubro, 2001  | Nova Iorque     | Estados Unidos | Madison Square Garden      |
| 28 de Outubro, 2001  | East Rutherford | Estados Unidos | Continental Airlines Arena |
| 30 de Outubro, 2001  | Providence      | Estados Unidos | Dunkin Donuts Center       |
| 31 de Outubro, 2001  | Providence      | Estados Unidos | Dunkin Donuts Center       |
| 2 de Novembro, 2001  | Filadélfia      | Estados Unidos | First Union Center         |
| 5 de Novembro, 2001  | Austin          | Estados Unidos | Frank Erwin Center         |
| 7 de Novembro, 2001  | Denver          | Estados Unidos | Pepsi Center               |
| 9 de Novembro, 2001  | Salt Lake City  | Estados Unidos | Delta Center               |
| 12 de Novembro, 2001 | Los Angeles     | Estados Unidos | Staples Center             |
| 13 de Novembro, 2001 | Los Angeles     | Estados Unidos | Staples Center             |
| 15 de Novembro, 2001 | Oakland         | Estados Unidos | Oakland Arena              |
| 16 de Novembro, 2001 | Oakland         | Estados Unidos | Oakland Arena              |
| 18 de Novembro, 2001 | Las Vegas       | Estados Unidos | Thomas and Mack Center     |
| 19 de Novembro, 2001 | Los Angeles     | Estados Unidos | Staples Center             |
| 20 de Novembro, 2001 | Sacramento      | Estados Unidos | ARCO Arena                 |
| 23 de Novembro, 2001 | Phoenix         | Estados Unidos | America West Arena         |
| 25 de Novembro, 2001 | Dallas          | Estados Unidos | Reunion Arena              |
| 27 de Novembro, 2001 | Kansas City     | Estados Unidos | Kemper Arena               |
| 28 de Novembro, 2001 | St. Louis       | Estados Unidos | Savvis Center              |
| 30 de Novembro, 2001 | Atlanta         | Estados Unidos | Philips Arena              |
| 1 de Dezembro, 2001  | Tampa           | Estados Unidos | Ice Palace                 |
| 2 de Dezembro, 2001  | Miami           | Estados Unidos | American Airlines Arena    |

## Ligações Externas
- U2Tours.com (em inglês)
- U2.com (em inglês)